# Justin Long
Justin Jacob Long (Fairfield, 2 de junho de 1978) é um ator americano conhecido por atuar nos filmes Jeepers Creepers, Waiting..., Aprovados, Dodgeball, Galaxy Quest, Herbie: Meu Fusca Turbinado, Duro de Matar 4.0, Tusk a transformação na série de televisão Ed, e por sua participação na campanha de marketing "Get a Mac" dos computadores Macintosh da Apple, além de emprestar sua voz para o personagem Alvin, da trilogia de Alvin e os Esquilos.

## Biografia

### Vida pessoal
Long nasceu em Fairfield, Connecticut. Sua mãe, Wendy Lesniak é uma atriz que tem aparecido principalmente nos palcos, e seu pai, R. James Long, é um professor de filosofia e de Latim na Universidade de Fairfield. Ele tem dois irmãos: um mais velho, Damian, que é ator local de teatro e cinema, professor de Inglês e Diretor de Teatro da Weston High School, em Weston, Connecticut; e seu irmão mais novo, Christian, que aparece no filme Aprovados como mascote da escola. Surgiram rumores que Justin Long teria reatado com a atriz Drew Barrymore, porém o namoro terminou no começo de 2011. Um tempo depois, Justin começou um relacionamento com a atriz Amanda Seyfried, que chegou ao fim em setembro de 2015.

## Filmografia

### Filmes
| Ano  | Filme                                  | Personagem            | Notas                               |
| ---- | -------------------------------------- | --------------------- | ----------------------------------- |
| 1999 | Galaxy Quest                           | Brandon               |                                     |
| 2001 | Happy Campers                          | Donald                |                                     |
| 2001 | Jeepers Creepers                       | Darry Jenner          |                                     |
| 2002 | Crossroads                             | Henry                 |                                     |
| 2003 | Jeepers Creepers 2                     | Darry Jenner          | Participação especial               |
| 2004 | Raising Genius                         | Hal Nestor            |                                     |
| 2004 | Hair High                              | Dwayne                | Voz                                 |
| 2004 | Dodgeball: A True Underdog Story       | Justin                |                                     |
| 2004 | Wake Up, Ron Burgundy: The Lost Movie  | Chris Harken          |                                     |
| 2005 | Robin's Big Date                       | Robin                 |                                     |
| 2005 | Waiting...                             | Dean                  |                                     |
| 2005 | Herbie: Fully Loaded                   | Kevin                 |                                     |
| 2005 | The Sasquatch Gang                     | Zerk Wilder           |                                     |
| 2006 | Dreamland                              | Mookie                |                                     |
| 2006 | The Break-Up                           | Christopher           |                                     |
| 2006 | Accepted                               | Bartleby “B” Gaines   |                                     |
| 2006 | Idiocracy                              | Doctor Lexus          |                                     |
| 2007 | Live Free or Die Hard                  | Matt Farrell          |                                     |
| 2007 | Battle for Terra                       | Senn                  | Voz                                 |
| 2007 | Alvin e os Esquilos                    | Alvin                 | Voz                                 |
| 2007 | Walk Hard: The Dewey Cox Story         | George Harrison       | Não-creditado                       |
| 2008 | Strange Wilderness                     | Junior                |                                     |
| 2008 | Just Add Water                         | Spoonie               |                                     |
| 2008 | Zack and Miri Make a Porno             | Brandon               |                                     |
| 2008 | Pineapple Express                      | Justin                | cena deletada                       |
| 2009 | He's Just Not That Into You            | Alex                  |                                     |
| 2009 | Still Waiting...                       | Dean                  | não-creditado                       |
| 2009 | Patriotville                           | Chase Revere          |                                     |
| 2009 | Serious Moonlight                      | Todd                  |                                     |
| 2009 | Youth in Revolt                        | Paul Saunders         |                                     |
| 2009 | Planet 51                              | Lem                   | voz                                 |
| 2009 | Drag Me To Hell                        | Clayton "Clay" Dalton |                                     |
| 2009 | After.Life                             | Paul                  |                                     |
| 2009 | Alvin and the Chipmunks: The Squeakuel | Alvin                 | voz                                 |
| 2009 | Funny People                           | Re-Do Guy             |                                     |
| 2010 | Going the Distance                     | Garret                |                                     |
| 2010 | Alpha and Omega                        | Humphrey              | Voz                                 |
| 2010 | The Conspirator                        | Nicholas Baker        |                                     |
| 2011 | Alvin and the Chipmunks 3: Chipwrecked | Alvin Seville (voz)   |                                     |
| 2011 | Ten Years                              | Marty Burn            |                                     |
| 2014 | Tusk                                   | Wallace Bryton        |                                     |
| 2015 | Alvin and the Chipmunks: The Road Chip | Alvin                 | voz                                 |
| 2016 | Lavender                               | Liam                  |                                     |
| 2017 | Literally, Right Before Aaron          | Adam                  |                                     |
| 2019 | Jay and Silent Bob Reboot              | Brandon St. Randy     |                                     |
| 2019 | After Class                            | Josh Cohn             |                                     |
| 2019 | The Wave                               | Frank                 |                                     |
| 2021 | A Dona da Mansão                       | Max Cameron           | Também escritor, diretor e produtor |
| 2022 | House of Darkness                      | Hapgood "Hap" Jackson |                                     |
| 2022 | Noites Brutais                         | AJ Gilbride           |                                     |
| 2022 | Christmas with the Campbells           | David                 |                                     |
| 2022 | O Balconista 3                         | Orderly               |                                     |

### Televisão
| Ano            | Série                               | Personagem                   | Notas                                    |
| -------------- | ----------------------------------- | ---------------------------- | ---------------------------------------- |
| 2000-2004      | Ed                                  | Warren Cheswick              |                                          |
| 2006           | Campus Ladies                       | Connor                       | 1 episódio                               |
| 2006           | That '70s Show                      | Andrew Davies                | 1 episódio                               |
| 2006-2007      | King of the Hill                    | vários                       | vozes, 3 episódios                       |
| 2009           | Saturday Night Live                 | Matthew McConaughey          | não-creditado                            |
| 2012           | Unsupervised                        | Gary (voz)                   | 13 episodes                              |
| 2011-2012,2015 | New Girl                            | Paul Genzlinger              | 5 episódios                              |
| 2013           | Mom                                 | Adam                         | 3 episodios                              |
| 2014           | The Michael J. Fox Show             | Zack                         | Episódio "Changes"                       |
| 2014           | TripTank                            | Andrew / Câmera man (voz)    | 2 episódios                              |
| 2015-2021      | F Is for Family                     | Kevin Murphy (voz)           | 35 episódios                             |
| 2015           | Inside Amy Schumer                  | Brian                        | Episódio "Fight Like a Girl"             |
| 2015-2018      | Drunk History                       | Arno Penzias / Elmer McCurdy |                                          |
| 2016-2018      | Skylanders Academy                  | Spyro (voz)                  |                                          |
| 2017           | Do You Want To See a Dead Body?     | Ele mesmo                    | Episódio "A Body and an Actor"           |
| 2018           | The Conners                         | Neil                         | 2 episódios                              |
| 2019           | Giri/Haji                           | Ellis Vickers                |                                          |
| 2021           | Creepshow                           | Simon Sherman                | Episódio "Night of the Living Late Show" |
| 2021           | Masters of the Universe: Revelation | Roboto (voz)                 |                                          |